# Partnunsee
Der Partnunsee ist ein Bergsee im Gebiet Partnun nordnordöstlich von St. Antönien in der Gemeinde Luzein des Bezirks Prättigau-Davos im Kanton Graubünden der Schweiz.
Er liegt im Rätikon auf einer Höhe von 1868 m ü. M. etwas südlich der Grenze zu Vorarlberg.

## Erreichbarkeit
Der See ist nur zu Fuss erreichbar. Von der Endhaltestelle des Bus Alpin beim «Berghaus Alpenrösli» sind 100 Höhenmeter bei einer Entfernung von einem Kilometer zu überwinden. Im See kann gebadet werden; auch ist es möglich, ein Boot zu mieten und mit einem Scooter ins Tal zu fahren.

## Umgebung

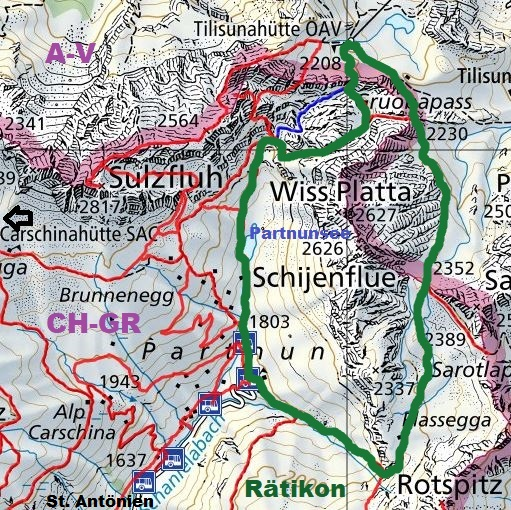
Verlauf des Wanderwegs

Das Gebiet um den See eignet sich für Bergwanderungen; so gelangt man von hier zur Carschina- oder Tilisunahütte und auf die umliegenden Berge, wie Sulzfluh und Schijenflue. Direkt am See vorbei führt die Wanderland-Route 702 «Schijenfluh Umrundung»; sie ist zwölf Kilometer lang, überwindet je 880 Höhenmeter im Auf- und Abstieg, wofür etwa fünf Stunden zu veranschlagen sind. Der Rundweg führt zwischen Tilisunafürggli und Plasseggenpass (höchster Punkt mit 2351 m ü. M.) über österreichisches Staatsgebiet. Bei der Tilisunahütte liegt der Tilisunasee, ein ähnlicher See auf 2105 m Höhe. Ausserdem führen die regionalen Routen 35 (19. Etappe des Walserwegs) und 72 (dritte Etappe des Prättigauer Höhenwegs) am See entlang.

## Nachweise
1. 1 2  Partnunsee bei «ortsnamen.ch».
2. 1 2  Karte von «geo admin.ch».
3. ↑  Maximale Tiefe bei «elexikon.ch».
4. ↑  Plasseggapass bei «ortsnamen.ch».